# 文穆皇后 (武周)
文穆皇后趙氏（？—？），武周顯祖武華妻。
她事跡不詳，只知她嫁與武周顯祖。光宅元年（684年），武則天追封武華為太尉、太原郡王，夫人楊氏則為太原郡王妃。五年後（永昌元年，689年），武則天再加封武華為周安成王，趙氏為周安成王妃。
後來，在次年（690年），武則天即皇帝位，改元天授，尊封周安成王諡號文穆皇帝，廟號顯祖。而趙氏就被上諡號文穆皇后，陵曰永陵。